# 清代散階封贈表
據清會典及欽定歷代職官表
文官官階有：
- 光祿大夫（正一品）
- 榮祿大夫（從一品）
- 資政大夫（正二品）
- 通奉大夫（從二品）
- 通議大夫（正三品）
- 中議大夫（從三品）
- 中憲大夫（正四品）
- 朝議大夫（從四品）
- 奉政大夫（正五品）
- 奉直大夫（從五品）
- 承德郎（正六品）
- 儒林郎（從六品），吏員出身者，為宣德郎
- 文林郎（正七品），吏員出身者，為宣德郎
- 徵士郎（從七品）
- 修職郎（正八品）
- 修職佐郎（從八品）
- 登仕郎（正九品）
- 登仕佐郎（從九品）

武官官階
- 建威將軍（正一品）
- 振威將軍（從一品）
- 武顯將軍（正二品）
- 武功將軍（從二品）
- 武義都尉（正三品）
- 武翼都尉（從三品）
- 昭武都尉（正四品）
- 宣武都尉（從四品）
- 武德騎尉（正五品）
- 武德佐騎尉（從五品）
- 武略騎尉（正六品）
- 武略佐騎尉（從六品）
- 武信騎尉（正七品）
- 武信佐騎尉（從七品）
- 奮武校尉（正八品）
- 奮武佐校尉（從八品）
- 修武校尉（正九品）
- 修武佐校尉（從九品）

命婦封號
- 一品夫人（封贈文武，正、從一品官之祖母或妻）
- 夫人（封贈正、從二品之祖母或妻）
- 淑人（封贈正、從三品之祖母或妻）
- 恭人（封贈正、從四品之祖母或妻）
- 宜人（封贈正、從五品之祖母或妻）
- 安人（封贈正、從六品之祖母或妻）
- 孺人（封贈正、從七品之祖母或妻）
- 八品孺人（封贈正、從八品之祖母或妻）
- 九品孺人（封贈正從九品之祖母或妻）